# Phasmahyla jandaia
Phasmahyla jandaia är en groddjursart som först beskrevs av Werner C.A. Bokermann och Sazima 1978.  Phasmahyla jandaia ingår i släktet Phasmahyla och familjen lövgrodor. IUCN kategoriserar arten globalt som livskraftig. Inga underarter finns listade i Catalogue of Life.